# Famille de Capèle
La famille de Capèle, olim Capelle, est une famille subsistante  de la noblesse française, originaire du Comminges.
Une branche de la famille relève le nom et les armes d'une branche de la famille d'Hautpoul, à la suite du mariage de Gaston de Capèle avec Angelle d'Hautpoul en 1871, dernière descendante du marquis d'Hautpoul.

## Histoire
Dans son Armorial Toulousain, Alphonse Brémond écrit qu'il s'agit d'une famille qui a souvent figuré sur les listes du capitoulat, depuis 1227. Et qu'elle fut maintenue dans sa noblesse par jugement souverain le 14 mars 1670 et le 11 novembre 1745. Il rajoute que plusieurs de ses membres furent convoqués et assistèrent aux assemblées de la noblesse du Comminges en 1789.
Gustave Chaix d'Est-Ange, précise que cette famille a pour auteur Philippe Capelle, procureur au parlement de Toulouse, marié le 12 mai 1699 à Catherine de Turle, qui fut nommé capitoul de Toulouse en 1602, qui devint dans la suite conseiller secrétaire du roi, audiencier en a Chancellerie, et qui fut anobli par ces fonctions.

## Personnalités
- Philippe Capelle, écuyer, bourgeois de Toulouse, capitoul de Toulouse en 1602.
- Philippe de Capèle, seigneur d'Ox, docteur en droit, avocat en 1624.
- Charles de Capèle, secrétaire du Roi, seigneur d'Ox.
- François de Capèle, seigneur d'Ox, maintenu dans sa noblesse le 11 novembre 1715.
- Julien de Capèle seigneur d'Ox, prit part aux assemblées de la noblesse en 1789.
- Edmond de Capèle, mainteneurs de l'Académie des Jeux floraux en 1888.

## Galerie

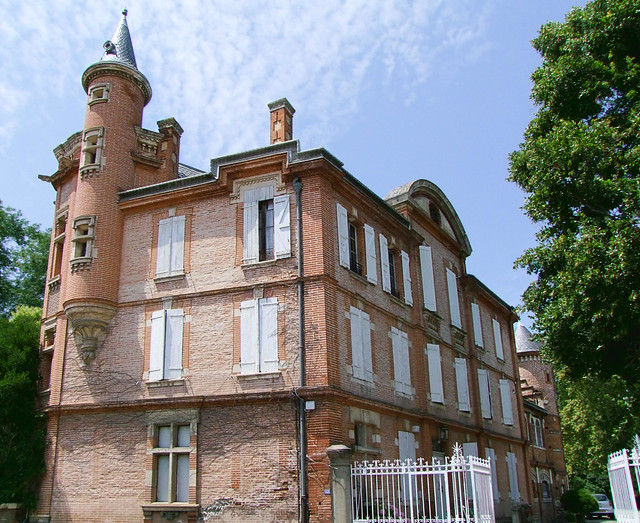
Château de Capèle, Noé, construit par Raymond Joseph de Capèle (1811-1874).
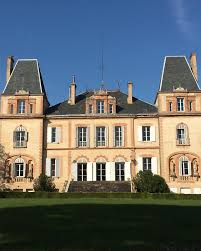
Château de Seyre, Seyre.

## Armes
| Image | Blasonnement |
| ----- | --- |
|       | Famille de Capèle : - D'azur à une chapelle d'argent maçonnée et ajourée de sable, accompagnée de trois étoiles d'argent rangées en chef. - Support : Deux lions d'argent, la tête contournée. |

## Alliances
Les principales alliances de la famille sont : de Chaubard, de Turie (1617), de Rabaudy (1644), de Jossé-Lauvreins (1642), d'Arduin (1673), de Courtade (1708), de Pailhès (1745), de Sagazan (1750), de Bonnet (1743), d'Olivier (1786), de Boffat, d'Hautpoul (1849 et 1871), du Périer (1900), de Chabot (1934), de Quarré de Château-Regnault d'Aligny (1933), Olphe-Galliard, Perret du Cray (1949), de Raulin, de Chergé, Colas de La Noue (1902), Montané de La Roque (1949), Colas des Francs (1953).

## Odonymie
- Parc de Capèle à Capdenac-Gare.